# José Abella
José Javier Abella Fanjul (Córdoba, México, 10 de febrero de 1994) es un futbolista mexicano. Juega como lateral derecho y su equipo es el Club Santos Laguna de la Primera División de México.

## Biografía
Nació en Córdoba, Veracruz. Es hijo de Hugo Abella y Rocío Fanjul. Tiene un hermano mayor, Hugo Abella Fanjul, quien también fue futbolista. Es primo segundo del también defensa Miguel Layún. y primo hermano de Diego Abella, jugador del Deportivo Toluca.

## Trayectoria
En septiembre de 2008, Abella empezó jugando en el Santos Casino de la Tercera División de México, en donde fue dirigido por Roberto Luévano Vega. Jugó la temporada 2008-09 y el segundo semestre de 2009 con en el equipo jarocho, registrando 44 partidos disputados y un gol. Después, fue observado por la gente de Torreón quien lo reclutó y lo hizo jugar en las fuerzas básicas. A partir del 2010, Abella pasó a jugar con el equipo sub-17 del Santos Laguna; jugó 49 partidos y anotó 3 goles en 4 torneos. En 2012 subió al equipo sub-20 y fue convocado para participar en el Torneo de Viareggio de ese año. Durante 3 torneos con la sub-20, participó en 36 encuentros y anotó 5 goles. 
Debutó profesionalmente el 19 de septiembre de 2012 en un partido de la Concacaf Liga Campeones 2012-13 contra el Club Deportivo Águila de El Salvador, encuentro que acabó con marcador de 0-4 a favor del cuadro santista. Su primer partido en competencia nacional fue el 23 de julio de 2013, en la victoria 3-0 de Santos ante Club Zacatepec, mientras que el 26 de julio logró su debut en primera división, en un partido contra el Cruz Azul con resultado favorable para los laguneros por marcador de 3-2. Su primer partido en la Copa Libertadores de América fue el 11 de febrero de 2014 en la victoria del Santos sobre el Arsenal Fútbol Club por marcador de 1-0.
El 18 de febrero de 2014 anotó su primer gol como profesional contra el Club Atlético Peñarol en un partido de la Copa Libertadores 2014. Diez días después anotó su primer gol en primera división en la derrota como local de su equipo contra el Club Atlas de Guadalajara por marcador de 2-3. Consiguió el título de la Copa México Apertura 2014 el 4 de noviembre, cuando Santos derrotó al Puebla Fútbol Club en penales en la final del torneo. El siguiente semestre obtuvo el título de liga del Torneo Clausura 2015 cuando su equipo derrotó en la final a Querétaro por marcador global de 5-3, Abella fue el único jugador que participó en todos los partidos, estuvo en la cancha 2070 minutos y fue el hombre de hierro del torneo.
Durante el 2017 perdió la titularidad con su compañero de equipo Jorge Sánchez, pero para el Torneo Clausura 2018 la recuperó y ese mismo torneo se coronó campeón al derrotar en la final a Toluca por marcador global de 3-2.

## Selección nacional

### Categorías inferiores
Fue convocado para participar los partidos previos a la Copa Mundial de Fútbol Sub-17 de 2011, pero al final no logró entrar en la lista definitiva.
En mayo de 2012 participó con el selectivo sub-20 en los torneos internacionales International Terborg Football Tournament y en la ADO Den Haag Cup, en el primero la selección terminó en tercer lugar, mientras que en la ADO Cup resultaron campeones. En julio fue convocado para participar en el Torneo Lev Yashin y la Copa Milk, en ambos torneos la selección resultó campeona. En septiembre jugó el Beijing Hyundai International Youth Football Tournament en donde la selección terminó subcampeona al perder la final contra Francia. En octubre participó en el Cuadrangular internacional Sub-20 La Serena, en donde terminó con un saldo de una victoria contra Colombia, un empate contra Argentina y una derrota contra el anfitrión Chile. Fue convocado para disputar el Campeonato Sub-20 de la Concacaf de 2013, pero no logró jugar ni un minuto del torneo, a pesar de ello México se coronó campeón del torneo. Unos meses después disputó la Copa Mundial de Fútbol Sub-20 de 2013 celebrada en Turquía, esta vez jugó todos los partidos y fue eliminado en octavos de final por la Selección de fútbol sub-20 de España.
Con las selección sub-21 disputó el Torneo Esperanzas de Toulon de 2013. Metió el segundo gol de selección en la victoria sobre Nigeria por marcador de 2-0. Contra la selección de Portugal anotó 2 goles de cabeza y el partido terminó 3-3. Con sus 3 goles terminó de líder de goleo empatado con Vinícius Araújo de Brasil y Aladje de Portugal. En 2014 fue convocado de nueva cuenta para disputar el torneo francés, en esta ocasión jugó en la derrota contra Francia (2:0), el empate ante Chile (2:2) y la victoria ante China (0:1). En ambos torneos, México fue eliminado en la primera fase.
Fue convocado por Raúl Erasto Gutiérrez para disputar los Juegos Panamericanos de 2015 con la categoría sub-22. Participó en todos los partidos y perdió la final ante la selección de Uruguay, consiguiendo la medalla de plata.
Fue convocado de nueva cuenta por Raúl Gutiérrez, esta vez con el selectivo sub-23, para disputar los Juegos Olímpicos de Río de Janeiro 2016. Abella jugó en el empate ante la selección de Alemania y en la victoria ante Fiyi, y su selección fue eliminada de la competencia al perder el último partido ante Corea del Sur.

### Selección absoluta
Fue convocado por primera vez a la selección mayor por Ricardo Ferretti el 29 de agosto de 2018 para disputar dos partidos amistosos, uno contra Uruguay y el otro ante Estados Unidos. El 11 de septiembre debutó como titular en un partido amistoso contra la selección de Estados Unidos, jugó el partido completo y México perdió por marcador de 1-0.

## Estadísticas
Actualizado al último partido jugado el 11 de noviembre de 2023.

### Clubes
| C. Santos Laguna · México |               |               |     |    |    |    |    |     |     |   |
| 1ª | 2012-13       | -             | -   | -  | -  | 1  | 0  | 1   | 0   |   |
| 1ª | 2013-14       | 40            | 2   | 4  | -  | 7  | 1  | 51  | 3   |   |
| 1ª | 2014-15       | 40            | -   | 9  | -  | -  | -  | 49  | -   |   |
| 1ª | 2015-16       | 30            | 1   | -  | -  | 8  | -  | 38  | 1   |   |
| 1ª | 2016-17       | 13            | -   | 5  | -  | -  | -  | 18  | -   |   |
| 1ª | 2017-18       | 33            | -   | 8  | 0  | -  | -  | 40  | -   |   |
| 1ª | 2018-19       | 34            | -   | -  | -  | 6  | 1  | 42  | 1   |   |
| 1ª | 2019          | 3             | -   | 4  | -  | -  | -  | 7   | 0   |   |
| Total club | Total club    | 193           | 3   | 30 | 0  | 22 | 2  | 245 | 5   |   |
| Atlas F. C. · México | 1ª            | 2020          | 8   | 1  | 1  | 0  | -  | -   | 9   | 1 |
| Atlas F. C. · México | 1ª            | 2020-21       | 18  | 0  | -  | -  | -  | -   | 18  | 0 |
| Atlas F. C. · México | 1ª            | 2021-22       | 20  | 0  | 1  | 0  | -  | -   | 21  | 0 |
| Atlas F. C. · México | 1ª            | 2022-23       | 30  | 0  | -  | -  | 3  | 0   | 33  | 0 |
| Atlas F. C. · México | 1ª            | 2023-24       | 17  | 0  | -  | -  | 3  | 0   | 20  | 0 |
| Atlas F. C. · México | Total club    | Total club    | 93  | 1  | 2  | 0  | 6  | 0   | 101 | 1 |
| Total carrera | Total carrera | Total carrera | 286 | 4  | 32 | 0  | 28 | 2   | 346 | 6 |
| (1)Incluye datos de la Copa México y Campeón de Campeones (2017-18) (2)Incluye datos de la Concacaf Liga de Campeones (2012-13, 2015-16, 2019) y Copa Libertadores de América (2014) |               |               |     |    |    |    |    |     |     |   |

### Selecciones
| Competición                              | Categoría | Sede    | Resultado        | PJ | G |
| ---------------------------------------- | --------- | ------- | ---------------- | -- | - |
| Campeonato Sub-20 de la Concacaf de 2013 | Sub-20    | México  | Campeón          | 0  | 0 |
| Copa Mundial de Fútbol Sub-20 de 2013    | Sub-20    | Turquía | Octavos de final | 4  | 0 |
| Torneo Esperanzas de Toulon de 2013      | Sub-21    | Francia | Primera fase     | 4  | 3 |
| Torneo Esperanzas de Toulon de 2014      | Sub-21    | Francia | Primera fase     | 3  | 0 |
| Juegos Panamericanos de 2015             | Sub-22    | Canadá  | Medalla de plata | 5  | 0 |
| Juegos Olímpicos de 2016                 | Sub-23    | Brasil  | Primera fase     | 2  | 0 |
| Amistosos                                | Absoluta  | –       | –                | 1  | 0 |
| Total                                    | –         | –       | –                | 19 | 3 |

### Resumen estadístico
| Competencia                | Partidos | Goles |
| -------------------------- | -------- | ----- |
| Liga                       | 193      | 3     |
| Copas nacionales           | 30       | 0     |
| Copas internacionales      | 22       | 2     |
| Selección de México        | 1        | 0     |
| Selección de México Sub-23 | 2        | 0     |
| Selección de México Sub-22 | 5        | 0     |
| Selección de México Sub-21 | 7        | 3     |
| Selección de México Sub-20 | 4        | 0     |
| Total                      | 264      | 8     |

## Palmarés

### Campeonatos nacionales
| Título                     | Equipo                    | País   | Año     |
| -------------------------- | ------------------------- | ------ | ------- |
| Copa México                | Club Santos Laguna        | México | A-2014  |
| Primera División de México | Club Santos Laguna        | México | C-2015  |
| Campeón de Campeones       | Club Santos Laguna        | México | 2014-15 |
| Primera División de México | Club Santos Laguna        | México | C-2018  |
| Primera División de México | Club Atlas de Guadalajara | México | A 2021  |
| Primera División de México | Club Atlas de Guadalajara | México | C-2022  |
| Campeón de Campeones       | Club Atlas de Guadalajara | México | 2021-22 |

### Campeonatos internacionales
| Título                           | Equipo                     | País   | Año  |
| -------------------------------- | -------------------------- | ------ | ---- |
| Campeonato Sub-20 de la Concacaf | Selección de México Sub-20 | México | 2013 |

### Campeonatos internacionales amistosos
| Título           | Equipo                     | País              | Año  |
| ---------------- | -------------------------- | ----------------- | ---- |
| ADO Den Haag Cup | Selección de México Sub-20 | Países Bajos      | 2012 |
| Lev Yashin       | Selección de México Sub-20 | Rusia             | 2012 |
| Copa Milk        | Selección de México Sub-20 | Irlanda del Norte | 2012 |

### Distinciones individuales
| Distinción                                      | Año  |
| ----------------------------------------------- | ---- |
| Máximo goleador del Torneo Esperanzas de Toulon | 2013 |